# Dendrogramma enigmatica
Dendrogramma enigmatica is een organisme dat behoort tot de familie Dendrogrammatidae. Het is de typesoort van het geslacht Dendrogramma.
Deze kleine organismen werden voor het eerst opgemerkt in 1986, maar pas in 2014 voor het eerst beschreven in het wetenschappelijk tijdschrift PLOS ONE door Jean Just, Reinhardt Møbjerg Kristensen en Jørgen Olesen. Ze werden verzameld voor de kust van Australië op dieptes van 400 tot 1000 meter. Ze zijn slechts enkele millimeter groot en lijken op paddenstoelen. Ze behoren echter tot geen enkele indeling van leven op Aarde. Er zouden evenwel gelijkenissen zijn een oude levensvorm die in het Ediacarium (tussen de 635 en 540 miljoen jaar) geleden op Aarde voorkwam en omschreven worden als een mislukte poging tot multicellulair leven.